# 부여 쌍북리 북요지
부여 쌍북리 북요지(扶餘 雙北里 北窯址)는 대한민국 충청남도 부여군 부여읍, 부여도서관 곁에 있는 백제의 가마터이다. 1982년 12월 31일 충청남도의 기념물 제41호로 지정되었다.

## 개요
요지란 자기나 기와, 그릇들을 만들어 굽던 가마터를 말한다.
부여도서관 곁에 있는 쌍북리 가마터는 일찍부터 4각형, 원형의 건물 주춧돌이 드러나 있었고, 연꽃무늬 수막새 등의 유물이 출토되어 절터로 알려졌었다. 그러나 조사 결과 백제 토기 또는 기와나 벽돌을 굽던 곳으로 밝혀졌다. 연꽃무늬 와당, ‘대당(大唐)’이라 쓰여진 와당이 출토되었으며 인(寅), 병(丙), 사(斯), 오(午), 지(止)의 도장이 찍혀 있는 기와조각이 많이 출토되었다. 아울러 백제 유물로 추정되는 화강암으로 만들어진 네모난 모양의 주춧돌이 발견되었다.

## 참고 자료
- 부여쌍북리북요지 - 국가유산청 국가유산포털